# Santa Cruz da Esperança
Santa Cruz da Esperança este un oraș în São Paulo (SP), Brazilia.